# 黃瀞儀
黃芓期（英語：Isa），原名黃瀞儀，台灣新聞主播、節目主持人。創立山畝影視娛樂有限公司，公司製作節目、主持及推動媒體行銷相關業務，目前也是香港台商雜誌社台灣營運總監，同時主持策劃「繞著地球說台商」節目，過去曾擔任年代much台「真有兩下芓」節目主持人及製作人，澳亞衛視國際政論節目「走進台灣」主持人及製作人，曾經擔任民視主播、主持人、公共電視宏觀頻道主播、主持人、中天電視台節目主持人、美商安麗網路電視台主播等…。

### 主持、主播、節目通告
| 日期      | 頻道                           | 節目名稱       | 備註                                             |
| --------- | ------------------------------ | -------------- | ------------------------------------------------ |
| 2007-2008 | 中天新聞台                     |                | 助理編輯                                         |
| 2008-2009 | 三立新聞台                     |                | 社會組文字記者                                   |
| 2009-2011 | 大愛電視                       |                | 醫療紀錄片企劃                                   |
| 2011-2013 | 台灣宏觀電視                   | 台灣一周焦點   | 主播                                             |
| 2011-2013 | 台灣宏觀電視                   | 僑社新聞       | 主播                                             |
| 2011-2013 | 台灣宏觀電視                   | 致富密碼       | 節目企劃                                         |
| 2013-2014 | 民視新聞台                     |                | 記者兼國、台語主播                               |
| 2013-2014 | 民視新聞台                     | 民視異言堂     | 代班主持人                                       |
| 2013-2014 | 民視新聞台                     | 民視異言堂     | 節目專題記者                                     |
| 2013-2014 | 民視新聞台 、民視無線台        | 商圈GO         | 旅遊節目主持人                                   |
| 2015-2016 | 公共電視台                     | 台灣心動線     | 行腳節目主持人                                   |
| 2015-2016 | 中天綜合台                     | 生活百分百     | 節目主持人                                       |
| 2015-2016 | 中天綜合台                     | 台灣新亮點     | 節目主持人                                       |
| 2016      | 1111人力銀行網路節目           | 《勇往"職"前》 | 主持人兼製作人(一集)                             |
| 2015-2017 | 台灣宏觀電視                   | 台灣一周焦點   | 主播                                             |
| 2015-2017 | 台灣宏觀電視                   | 僑社新聞       | 主播                                             |
| 2015-2017 | 中天娛樂台                     | 生活萬事通     | 節目主持人                                       |
| 2016-2017 | 安麗網路電視台                 |                | 主播                                             |
| 2017      | 新加坡銓達旅遊集團美食旅遊節目 |                | 主持人(新加坡美食篇)(峇里島美食篇)(峇里島旅遊篇) |
| 2017      | 中天綜合台                     | 台灣有新創     | 節目主持人                                       |
| 2018      | 中天娛樂台                     | 生活萬事通     | 節目主持人                                       |
| 2018      | 澳亞衛視                       | 順風順水       | 節目主持人及製作人                               |
| 2018      | 澳亞衛視                       | 珠寶菁英匯     | 節目主持人及製作人                               |
| 2019      | 澳亞衛視                       | 走進台灣       | 節目主持人及製作人                               |
| 2020      | 澳亞衛視                       | 走進台灣       | 節目主持人及製作人                               |
| 2020      | 東森超視                       | 寶島好奇廟     | 節目主持人                                       |
| 2021      | 緯來育樂台                     | 真有兩下芓     | 節目主持人及製作人                               |
| 2021      | JET綜合台                      | 大尋寶家       | 來賓                                             |
| 2022      | JET綜合台                      | 大尋寶家       | 來賓                                             |
| 2022      | 年代much台                     | 真有兩下芓     | 節目主持人及製作人                               |
| 2023      | 網路節目                       | 行銷真效ㄟ     | 節目主持人及製作人                               |
| 2024      | 香港台商雜誌社                 | 繞著地球說台商 | 節目主持人及台灣營運總監                         |
| 2024      | 東森購物台                     | 來賓           | 見証分享                                         |
| 2025      | 新聞挖挖哇                     | 來賓           |                                                  |

## 影視作品
| 年度 | 片名                           | 角色       |
| ---- | ------------------------------ | ---------- |
| 2016 | 勞動部微電影                   | 調解達人   |
| 2017 | 飛奇兒體操學校企業形象廣告     | 媽咪       |
| 2017 | 新加坡銓達旅遊集團企業形象廣告 | 新加坡女孩 |
| 2017 | 白玉耳玻尿酸注水面膜廣告       | 使用者     |
| 2018 | 金華山生命契約電視廣告         | 媳婦       |

## 活動主持
| 日期 | 名稱                                                            |
| ---- | --------------------------------------------------------------- |
| 2014 | 公廣集團尾牙                                                    |
| 2015 | 藝人陳凱旋粉絲見面會                                            |
| 2016 | 第7屆TINA國際美業競賽金指獎頒獎典禮                             |
| 2016 | 美商安麗創業論壇現場轉播                                        |
| 2017 | 第二屆黃公望兩岸文創設計大賽新聞發佈會                          |
| 2018 | 美商安麗服務品牌線上課程                                        |
| 2018 | Adobe make it local 台灣研討會轉播主持人(adobe委託巨匠電腦合作) |
| 2019 | 積水美草台日設計論壇                                            |
| 2019 | 第9屆TINA國際美業競賽金指獎頒獎典禮                             |
| 2019 | 尚典集團赫蒂法馥郁莊園動土典禮                                  |
| 2019 | 第29屆維他露維美獎頒獎典禮                                      |
| 2020 | 第10屆TINA國際美業競賽金指獎頒獎典禮                            |
| 2021 | 第11屆TINA國際美業競賽金指獎頒獎典禮                            |
| 2021 | 台鐵啟動緊急救難專線記者會主持人                                |
| 2024 | 鴻誠環保公司&佳宏環保公司&佳欣環保公司尾牙主持人                |
| 2024 | 禧多唱片歲末感恩演唱會主持人                                    |
| 2024 | 英特利生技新品發佈記者會主持人                                  |
| 2024 | 第14屆TINA國際美業競賽金指獎頒獎典禮                            |
| 2024 | 救國團青年主播 記者海選大賽評審                                 |
| 2024 | 匯夥有限公司開幕剪綵主持人                                      |
| 2025 | 愛之味集團咕嚕康普茶新品發佈記者會主持人                        |
| 2025 | 連江縣新式公車暨動態系統啟用典禮主持人                          |

## 演講教學
| 日期 | 名稱                                         |
| ---- | -------------------------------------------- |
| 2021 | 台灣健體協會口語魅力表達講師                 |
| 2022 | 東海大學領袖營口語魅力表達講師               |
| 2023 | 台灣科技大學教學助理研習營口語魅力表達講師   |
| 2023 | 公共電視peopo公民新聞營新聞正音講師          |
| 2024 | 救國團口語魅力表達講師                       |
| 2024 | 公共電視peopo公民新聞營新聞配音講師          |
| 2025 | 逢甲大學教學發展中心教學助理培訓課程講座講師 |
| 2025 | 公共電視peopo公民新聞營新聞配音講師          |

## 平面作品
| 日期 | 名稱                          |
| ---- | ----------------------------- |
| 2017 | "宜蘭100大食x宿x玩"撰寫推薦序 |
| 2017 | 中時電子報旺house 專欄作者    |